# کلاوس آکرمن
کلاوس آکرمن (انگلیسی: Klaus Ackermann؛ زادهٔ ۲۰ مارس ۱۹۴۶) بازیکن فوتبال اهل آلمان است.
از باشگاه‌هایی که در آن بازی کرده‌است می‌توان به باشگاه فوتبال بروسیا دورتموند، باشگاه فوتبال کایزرسلاوترن، و باشگاه فوتبال بروسیا مونشن‌گلادباخ اشاره کرد.